# Charles Konan Banny
Charles Konan Banny (Divo, 11 novembre 1942 – Neuilly-sur-Seine, 10 settembre 2021) è stato un politico ed economista ivoriano.

## Biografia
Fu Primo ministro della Costa d'Avorio dal dicembre 2005 all'aprile 2007.
Nel settembre 2021, Konan Banny fu portato in Francia per motivi di salute. Qui si scoprì che aveva contratto il Covid-19, malattia che l'avrebbe stroncato poco dopo.